# Cipresdwergspanner
De cipresdwergspanner (Eupithecia phoeniceata) is een vlinder uit de familie spanners (Geometridae). De wetenschappelijke naam is voor het eerst geldig gepubliceerd in 1834 door Rambur.
De voorvleugellengte bedraagt 10 tot 11 millimeter. De basiskleur is grijswit met een fijne zwarte tekening. Aan het begin van het achterlijf bevindt zich een opvallend zwart bandje. De rups wordt 20 tot 22 millimeter lang en is groen of rossig bruin.
De waardplanten zijn (gekweekte soorten) cipres, jeneverbes en meer algemeen coniferen. De soort vliegt in augustus en september in één generatie. De rups is vervolgens te vinden van oktober tot mei en overwintert.
De soort komt voor in het Middellandse Zeegebied en wordt sinds 1959 ook waargenomen in Groot-Brittannië. De eerste waarneming in Nederland stamt uit 2005, waar de soort sindsdien is gezien in de provincies Zeeland en Noord-Holland. In België is de soort eenmaal waargenomen in 2006.